# دانيال في جب الأسود

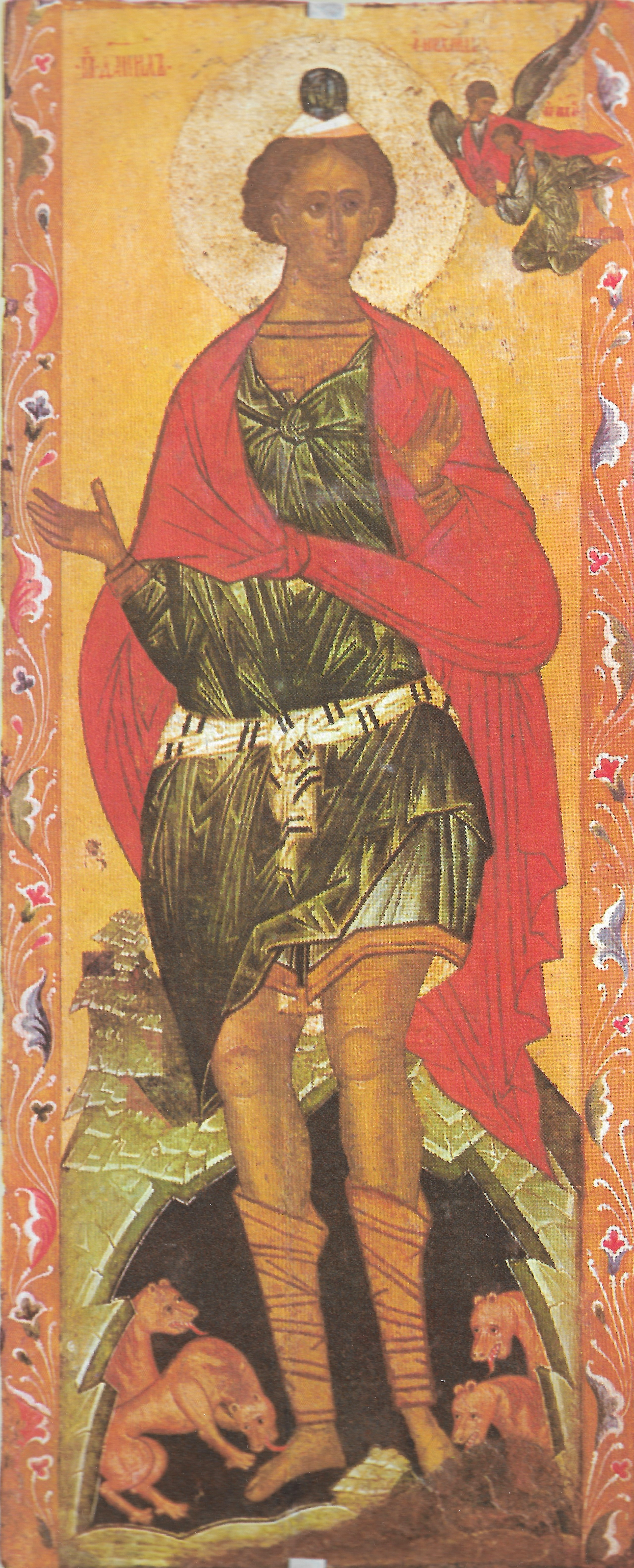
أيقونة دانيال في جب الأسود

دانيال في جب الأسود هو سرد الفصل 6 من سفر دانيال. يتوافق الباحثون المعاصرون على أن دانيال هو شخصية أسطورية. يشتمل السفر الذي كان هو بطله على جزأين، مجموعة من الحكايات في الفصول 1-6، وسلسلة من الرؤى في الفصول 7-12: الحكايات لم يكن تأليفها أقدم من الفترة الهلنستية (323 -30 قبل الميلاد)، وتعود الرؤى إلى عصر المكابيين (منتصف القرن الثاني قبل الميلاد). من المحتمل أن القصص كانت مستقلة في الأصل، ولكن تم جمعها في منتصف القرن الثاني قبل الميلاد من قبل مؤلف الفصل 7، وتوسعت مرة أخرى بعد ذلك بوقت قصير مع الرؤى في الفصول 8-12 لإنتاج السفر بصورته الحالية.
الفصل 6، قصة دانيال في جب الأسود، توازي الفصل 3، قصة "الفرن الناري": يبدأ كل منهما بغيرة غير اليهود من اليهود الناجحين وأمر إمبراطوري يطلب من اليهود التخلي عن دينهم، وينتهي كل منهما بخلاص إلهي واعتراف الملك بعظمة إله اليهود وتعهده بحمايتهم.

## ملخص

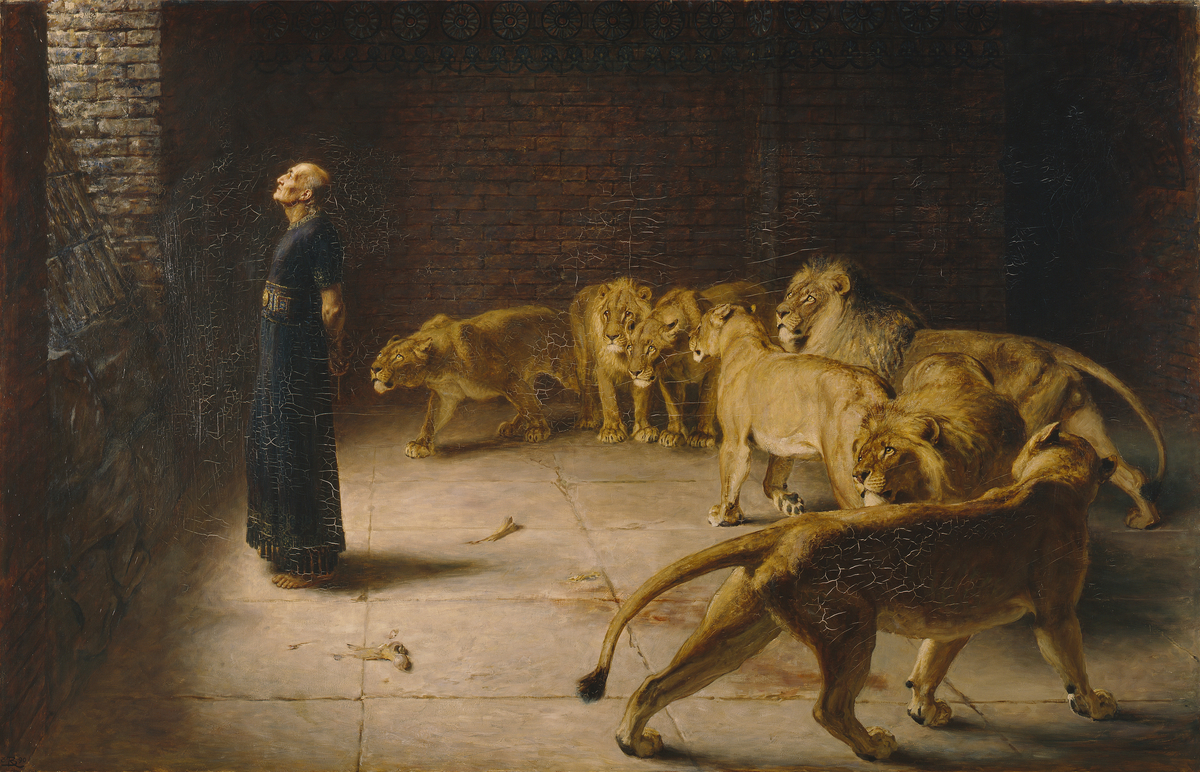
دانيال في جب الأسود

تم رفع دانيال إلى منصب رفيع من قبل سيده الملكي داريوس الميدي. خدع خصوم دانيال الغيورون داريوس لإصدار مرسوم ينص على أنه لمدة ثلاثين يومًا يجب عدم توجيه أي صلاة إلى أي إله أو إنسان إلا داريوس نفسه؛ ومن يكسر هذا المرسوم سيُلقى في عرين الأسود. يواصل دانيال الصلاة لإله إسرائيل، ولذلك توجب على الملك، رغم حزنه، أن يحكم على دانيال بالموت، لأنه لا يمكن تغيير مراسيم الميديين والفرس. يتم إلقاء دانيال في جب الأسود. عند الفجر يسارع الملك إلى المكان ويصرخ بقلق ويسأل عما إذا كان الله قد أنقذ صديقه. يرد دانيال قائلا أن إلهه أرسل ملاكًا ليغلق فكي الأسود، «لأني وجدت بريئا قدامه». يأمر الملك بأن يتم إلقاء أولئك الذين تآمروا ضد دانيال إلى جب الأسود بدلا منه، إلى جانب زوجاتهم وأطفالهم، ويكتب لجميع شعوب العالم بأسره قائلاً إنه يجب على الجميع أن يرتعدوا ويخشوا أمام إله دانيال.

### استشهادات
1. 1 2  Collins 1984.
2. ↑  Collins 2002.
3. 1 2 3  Seow 2003.

### بيبلوجرافيا
- Boice، James Montgomery (2006). Daniel: An Expositional Commentary. Baker Books. ISBN:9780801066412. مؤرشف من الأصل في 2020-01-24.
- Collins، John J. (1984). Daniel: With an Introduction to Apocalyptic Literature. Eerdmans. ISBN:9780802800206. مؤرشف من الأصل في 2020-01-24.
- Collins، John J. (2002). "Current Issues in the Study of Daniel". في Collins، John J.؛ Flint، Peter W.؛ VanEpps، Cameron (المحررون). The Book of Daniel: Composition and Reception. BRILL. ISBN:9004116753. مؤرشف من الأصل في 2020-01-24.
- Goldingay، John E. (1989). Daniel. Word Books.
- Redditt، Paul L. (2009). Introduction to the Prophets. Eerdmans. ISBN:9780802828965. مؤرشف من الأصل في 2020-01-24.
- Redditt، Paul L. (1999). Daniel: Based on the New Revised Standard Version. Sheffield: Sheffield Academic Press. ISBN:978-1-84127-009-8.
- Seow، C.L. (2003). Daniel. Westminster John Knox Press. ISBN:9780664256753. مؤرشف من الأصل في 2020-01-24.
- Wesselius، Jan-Wim (2002). "The Writing of Daniel". في Collins، John J.؛ Flint، Peter W.؛ VanEpps، Cameron (المحررون). The Book of Daniel: Composition and Reception. BRILL. ISBN:0391041282. مؤرشف من الأصل في 2020-01-24.